# Cycas wadei
Cycas wadei är en kärlväxtart som beskrevs av Merrill. Cycas wadei ingår i släktet Cycas, och familjen Cycadaceae. IUCN kategoriserar arten globalt som akut hotad. Inga underarter finns listade i Catalogue of Life.

## Bildgalleri

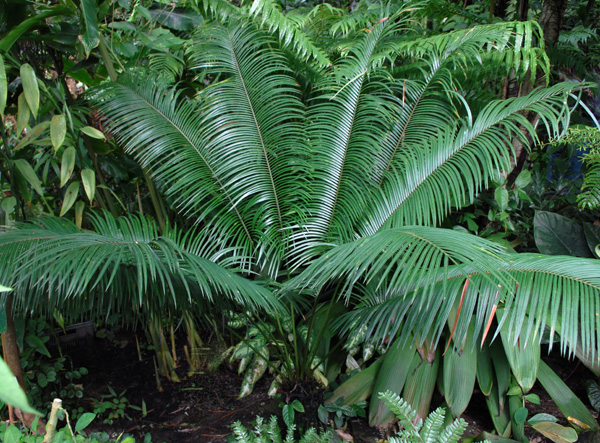